# 惠特蕾撞击坑
惠特蕾撞擊坑（英語：Wheatley）是一个金星上的撞击坑，位于 阿斯忒里亚区，坐标北纬16.6度、东经268度，直径74.8 公里，被命名为菲丽丝·惠特蕾，美国首位受到注意的黑人女作家（1753-1784年）。